# منصة عائمة
المِنَصة العائمة أو الطَّوف أو طوف بُنتون هو طوف معدني ثقيل، يطوف على الماء بسبب شغره بالهواء، ويكون حجمة أكبر من حجم الماء المزاغ. توجد منه أنواع كثيرة بحسب غرض الاستخدام. فمنه ما يحمل رافعة ثقيلة ويعمل على رفع الأثقال في الماء أو يعمل في مجال تعميق مجرى الماء في الأنهار والبحار، مثل النموذج الموجود في الصورة ويعمل في ميناء هامبورغ بألمانيا. ومنه ما يستخدم في الحرب لنقل الجنود عبر الأتهار، مثلما فعل الجيش المصري في حرب أكتوبر 1973، وعبرت المصفحات والدبابات قناة السويس على المئات منها.

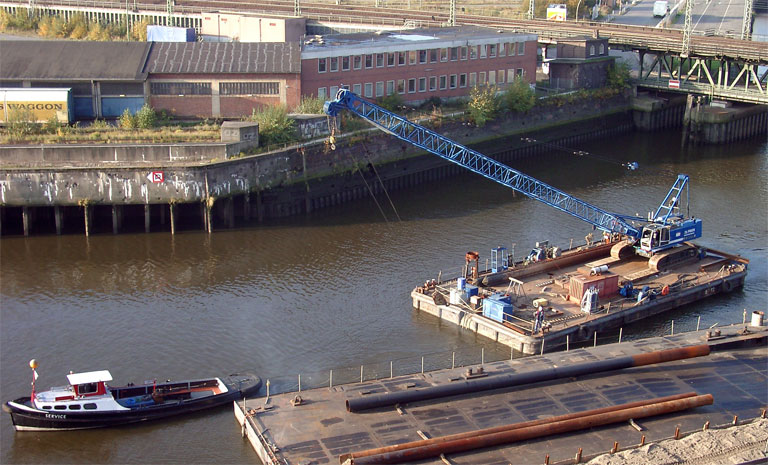
منصة عمل ثقيلة تعمل في ميناء هامبورغ

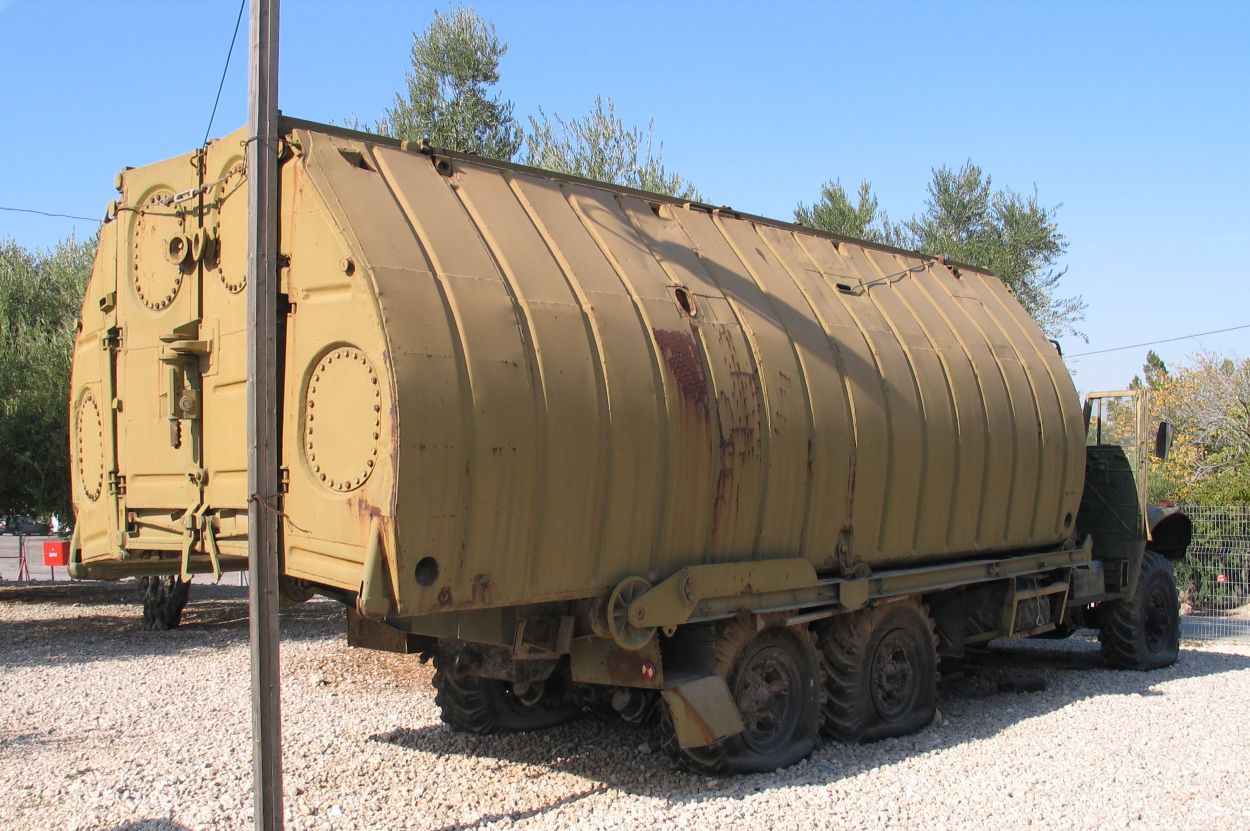
وحدة جسر بونتون روسية الصنع لعبور الأنهار والاستخدام في نقل الدبابات [KrAZ-214] وهو مكون من جزئين موصولين ينفتحان ويكونان مسطحا على الماء.

## اقرأ أيضا
- مشروع موسى
- طوف
- صديري غطس
- طفو
- قارب نجاة
- كيس طفو
- غواصة
- جسر عائم
- جزيرة عائمة